# Wildfire (série animada)
Wildfire (no Brasil: Cavalo de Fogo) é um desenho animado produzido por Hanna-Barbera em 1986. Foi originalmente exibido na rede de televisão norte-americana CBS em uma única temporada de 13 episódios, sendo transmitida de 13 setembro a 6 dezembro de 1986. No Brasil, foi exibido pelo SBT entre os anos de 1987 e 2005, pelos programas Show Maravilha, Sérgio Mallandro, Festolândia, Sessão Desenho, Sábado Animado e Bom Dia & Cia., além de ser exibido em outros países. Foi ao ar na Espanha pela Telecinco em 1988 como "Fuego Salvaje", e na França pela FR3 em 1990 como "Le Cheval de feu".

## Enredo
Quando era apenas um bebê, a princesa Sara foi salva das garras de uma bruxa maligna, conhecida como Lady Diabolyn, por um místico cavalo falante chamado Cavalo de Fogo, que a conduziu do planeta Dar-Shan para um local seguro, em um rancho em Montana, no oeste norte-americano. Ela é então cuidada por um homem conhecido como John Cavanaugh.
Por volta dos 13 anos de idade, Sara percebe que seu medalhão começa a brilhar. Logo, descobre que o amuleto é mágico e capaz de enviar um aviso ao cavalo que a salvou. O Cavalo de Fogo enfim conta à Sara sobre quem ela realmente é: a princesa do reino de Dar-Shan, situado em outra dimensão, filha da Rainha Sarana e do Príncipe Kevin. Sara descobre também que Diabolyn é meia-irmã de sua mãe, sobre a qual Diabolyn lançou um feitiço para abdicar do trono.
Ao atravessar o portão dimensional para Dar-Shan, Sara conhece alguns aliados na luta contra Diabolyn: um feiticeiro chamado Alvinar (que também era conselheiro de sua mãe), um potro covarde chamado Brutus e seu dono, o jovem Dorin. Diabolyn, por sua vez, conta com ajuda de espectros demoníacos para se tornar a rainha de Dar-Shan, além de estranhas criaturas lideradas por Dweedle.
A série foi cancelada antes do seu final, deixando em aberto o que teria acontecido na história e se Sarah teria se tornado mesmo a rainha de Dar-Shan. Alguns episódios ao longo da série davam pistas claras que sim, e evidências de que a série teria bem mais episódios do que os que foram criados, mas foi encerrada precocemente no episódio 13, o Rei dos Cavalos. Este último por sinal é um episódio bem comum, onde nada se conclui na história e nenhum dos eventos marcantes ocorridos em episódios anteriores são sequer citados, criando algo semelhante ao que aconteceu com o desenho Caverna do Dragão.

## Personagens

### Bem
- Sara: Quando era apenas um bebê, a princesa Sara foi salva das garras de Diabolyn, pelo Cavalo de Fogo, que a conduziu do planeta Dar-Shan para um local seguro, em um rancho em Montana, no oeste norte-americano. Ela é então cuidada por um homem conhecido como John Cavanaugh. Por volta dos 13 anos de idade, Sara percebe que seu medalhão começa a brilhar. Logo, descobre que o amuleto é mágico e capaz de enviar um aviso ao cavalo que a salvou. O Cavalo de Fogo enfim conta à Sara sobre quem ela realmente é: a princesa do reino de Dar-Shan, situado em outra dimensão, filha da Rainha Sarana e do Príncipe Kevin. Sara descobre também que Diabolyn é irmã de sua mãe, sobre a qual Diabolyn lançou um feitiço para abdicar do trono.
- Cavalo de Fogo: Um cavalo místico capaz de falar. Foi o fiel guardião da Rainha Sarana, atualmente de Sara. Possui a capacidade de viajar entre as dimensões de Dar-Shan e da Terra para buscar Sara quando preciso.
- Sr. Cavanaugh: Pai adotivo de Sara. Ele a encontrou de frente a sua casa, na mesma hora em que Cavalo de Fogo havia deixado ela sob a segurança de um medalhão. Maior parte dos episódios ele não sabe sobre o segredo de Sara. No penúltimo episódio quando Sara é levada por Spec, ela lhe dá o seu medalhão para ele. Daí o medalhão brilha e volta a ser o príncipe Kevin que fora enviado para Terra para se salvar da maldição de Diabolyn.
- Dorin: Amigo de Sara no reino de Dar-Shan. Sempre vive aprontando com Brutus.
- Brutus: Um potro de cor azul que só vive se metendo em confusões.
- Alvinar: Feiticeiro idoso de raça ou origem desconhecida que vivia sob as ordens da Rainha Sarana como um conselheiro antes de morrer. Daí, ele torna-se o protetor do reino de Dar-Shan com a regência de Sara.
- Ellen: De origem indígena, é a melhor amiga de Sara na Terra. Desde o início, ela sabe sobre o segredo de Sara.
- Rainha Sarana: Mãe de Sara e meia-irmã de Diabolyn. Morre quando Sara ainda era um bebê e a manda para a Terra na casa de Cavanaugh.
- Sintis: Criaturas mágicas semelhantes a alienígenas. O seu líder é Jeomar.

### Mal
- Lady Diabolyn: Principal vilã da história. Irmã da Rainha Sarana e tia de Sara. Há muito tempo ela tinha muita inveja de Sarana devido a ela ter sido a Rainha de Dar-Shan. Após a morte da irmã, ela tenta várias maneiras para tomar posse do Reino.
- Goons: Os subordinados de Diabolyn. São cinco: Dweedle (possui cor verde, usa um gorro na cabeça e uma blusa azul); Thimble (aparência de abutre); Nertz (possui cor rosa, estatura mais baixa e parece um elefante sem tromba); Mudlusk (cor verde, com chifres e pequenas asas); Bopper (veste-se como um bobo da corte e pequenas asas). No episódio 5 é revelado que eles eram humanos no passado e que após abrirem uma urna mágica, tornaram-se monstros.
- Espectros: Fantasma com vários rostos que ajudam Diabolyn em seus planos. Eles trabalham para Diabolyn desde o passado, mostrado no episódio 5 quando eles foram libertados pela primeira vez, causando um temporal sobre o castelo de Dar-Shan. No episódio 12, se disfarçam num misterioso homem de nome Spec e capturam Sara levando-a para Dar-Shan e aprisionando-a. No fim, o Príncipe Kevin o derrota.

## Elenco
| Personagem (Nome original)                                  | Dublador original |
| ----------------------------------------------------------- | ----------------- |
| Princesa Sara (Princess Sara)                               | Georgi Irene      |
| Cavalo de Fogo (Wildfire)                                   | John Vernon       |
| Diabolyn (Diabolyn)                                         | Jessica Walter    |
| Dorin (Dorin)                                               | Robert Jayne      |
| Brutus (Brutus)                                             | Susan Blu         |
| Alvinar (Alvinar)                                           | Rene Auberjonois  |
| Dweedle (Dweedle)                                           | Billy Barty       |
| Príncipe Kevin/John Cavanaugh (Prince Cavan/John Cavanaugh) | David Ackroyd     |
| Rainha Sarana (Queen Sarana)                                | Mia Sara          |
| Ellen (Ellen)                                               | Lilly Moon        |

## Abertura
A versão brasileira da abertura foi interpretado pela dubladora Maria da Penha Esteves, que dublava o cavalinho Brutus.
O tema de abertura do desenho é famoso por ser desafinado. Segundo a Miriam Ficher, que dava voz à Princesa Sara, a versão original da canção tinha essa "desafinada". A versão em português foi criada e produzida por Mário Lúcio de Freitas.